# アデルフィア (秘密結社)
アデルフィア（イタリア語: Adelfia）は、19世紀前半に北イタリアに興った革命的秘密結社。急進的な立憲自由主義（憲法に立脚する自由主義）を掲げ、カルボナリの結党を支援するなどイタリア統一運動初期に影響力を持った。アデルフィ（イタリア語: Adelfi）とも。

## 名称

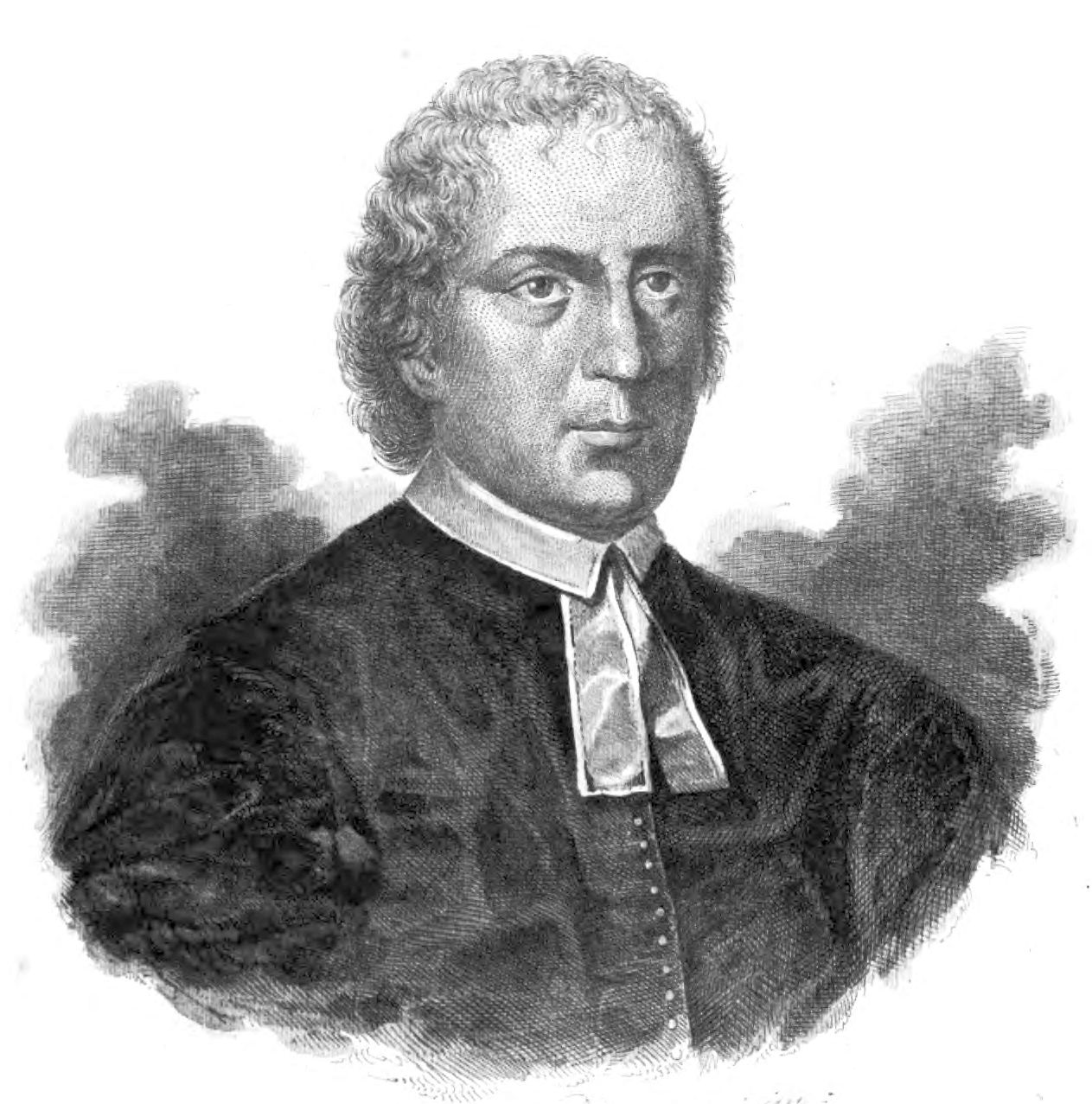
創設者ルイージ・アンジェローニの肖像画

ギリシャ語で「兄弟」という意味であるアデルフォス（ギリシア語: Αδελφός）を由来としている。

## 歴史
1800年代初頭、フランスの都市ブザンソンで反ボナパルト分子によって「フィラデルフ」と呼ばれる秘密結社が結成された。アデルフィアはその姉妹結社であり、創設者はルイージ・アンジェローニで、ラファイエット、フィリッポ・ブオナローティなどがそれに協力した。創設地はパリであったため当初フランス人を中心として設立されたが、活躍の場は北イタリアから近いジュネーヴに本拠地を置いたため主にイタリアであった。
アデルフィアの参加者の中には、ジョアシャン・ミュラなどに政治家や軍人として仕えながらも反ボナパルト主義を掲げる者が多数いた。彼らはのちにイタリア統一運動初期で主導的役割を果たす秘密結社カルボナリの創設を支援している。
1818年にはフィリッポ・ブオナローティ指導下の秘密結社スプリーミ＝マエストリ＝ペルフェッティに吸収され消滅した。このように小規模な結社を吸収する事で、スプリーミ＝マエストリ＝ペルフェッティは北イタリアでカルボナリに次ぐ大規模な結社の一つとなっていった。その後、アデルフィアは一時的に復活し（この復活は独立した秘密結社としての復活か、スプリーミ＝マエストリ＝ペルフェッティの下部組織都市ての復活かは定かではない）、北イタリア支部のカルボナリ党員などと連合して秘密結社フェデラーティに協力、1821年にはピエモンテ革命で暴動を扇動した。
ピエモンテ革命失敗後は苛烈化した弾圧によって上位結社であるスプリーミ＝マエストリ＝ペルフェッティごと姿を消した。